# Топпмёллер, Клаус
Кла́ус Топпмёллер (нем. Klaus Toppmöller; род. 12 августа 1951, Рифених, ФРГ) — немецкий футболист, нападающий и тренер.

## Карьера
Лучшие годы игровой карьеры провёл в составе «Кайзерслаутерна». Как тренер наибольших успехов добился во главе клуба «Байер 04», с которым в сезоне 2001/02 вышел в финал Лиги чемпионов.

### Ранние годы
В находящемся по соседству с Рифенихом старейшем городе Германии Трир начал карьеру футболиста. В 1969—1972 выступал за местный «Айнтрахт», в то время клуб Региональной Юго-Западной лиги чемпионата ФРГ.

### «Кайзерслаутерн»
В 1972—1980 Топпмеллер выступал за «Кайзерслаутерн», в составе которого провел в Бундеслиге 204 матча, забил 108 голов. Звездным часом игрока стал сезон 1973/74, когда связка форвардов Клаус Топпмеллер — Роланд Сандберг забила на двоих 40 голов в чемпионате (21 мяч на счету Топпмеллера, 19 — на счету шведского футболиста), а «Кайзерслаутерн» под началом Эриха Риббека занял итоговое 6-е место в турнирной таблице. В сезоне 1974/75 команда откатилась на 13-е место, а Топпмеллер оказался в тени Сандберга, забившего в чемпионате 21 гол. Но уже в Бундеслиге 1975/76 подопечные Риббека стали седьмыми, попав в Кубок УЕФА, а пара Топпмеллер-Сандберг вновь напомнила о себе — на счету немца 22 мяча, а у шведа — 17. Кроме того, «Кайзерслаутерн» вышел в финал Кубка Западной Германии, где без травмированного Топпмеллера проиграл «Гамбургу» (0:2). В сезоне 1976/77 команда выбыла в 1/16 финала Кубка УЕФА, а в Бундеслиге вновь откатилась на 13-е место, несмотря на результативность Клауса, забившего 19 голов. По окончании того сезона команду покинул Сандберг. 
В одиночку Топпмеллер не снижал результативности, и в сезоне 1977/78 забил 21 мяч в национальном первенстве, а команда стала 8-й. По окончании сезона команду покинул Риббек — ему на смену пришёл Карл-Хайнц Фельдкамп, под руководством в чемпионате 1978/79 «Кайзерслаутерн» занял 3-е место (Топпмеллер забил 17 голов), а в 1979/80 повторил результат. Стоит добавить, что, будучи на пике формы, Топпмеллер в 1976—1979 годах несколько раз вызывался в сборную ФРГ, за которую сыграл 3 матча, забил 1 гол, не выдержав конкуренции с Клаусом Фишером, Карлом-Хайнцем Румменигге, Дитером Мюллером и Хорстом Хрубешом. Свой единственный гол за бундестим забил 22 мая 1976 года в Мюнхене в ответном четвертьфинальном матче отборочного турнира чемпионата Европы 1976 против сборной Испании (2:0), позволивший команде попасть на финальный турнир в Югославии.

### Завершение карьеры игрока
В 1980 году перешёл в клуб Североамериканской футбольной лиги (NASL) «Даллас Торнадо», в составе которого забил 7 мячей в 31-м матче, а 1981 год провёл в «Калгари Бумерс». После двух лет в США вернулся в родной Рейнланд-Пфальц, где в 1981—1987 играл за клуб «Зальмталь» из одноименной коммуны. Топпмеллер помог команде выйти во Вторую бундеслигу в 1986 году, но сезон 1986/1987 команда закончила на последнем месте в турнире и вылетела в Оберлигу. После этого Топпмеллер завершил карьеру футболиста и летом 1987 года начал тренерскую деятельность, возглавив «Зальмгаль».

### Начало тренерской карьеры
Отработав меньше сезона, 24 апреля 1988 года ушёл в вылетавший из Второй бундеслиги «Ульм-1846», из которого был уволен в феврале 1989. С 28 ноября 1990 по 30 июня 1991 года возглавлял клуб «Ауэ» из одноименного города в районе Рудные горы, выступавший в низшей лиге чемпионата ГДР.
С 19 сентября 1991-го по 30 июня 1993-го Топпмеллер был главным тренером «Вальдхофа» из Мангейма, с которым в чемпионате Германии 1991/1992 стал 2-м во Второй бундеслиге, уступив путевку в высший эшелон «Саарбрюккену» (тогда наверх выходил лишь победитель), а в 1992/1993 вновь не смог выйти в бундеслигу, заняв 4-ю строчку в таблице позади «Фрайбурга», «Дуйсбурга» и «Лейпцига». Несмотря на это, исходя из возможностей клуба, результаты были оценены как успешные, и в 1993 году Топпмеллер получил приглашение во франкфуртский «Айнтрахт».

### «Айнтрахт» (Франкфурт)
В сезоне 1993/1994 команда дошла до четвертьфинала Кубка УЕФА, обыграв московское «Динамо» (6:0, 1:2), днепропетровский «Днепр» (2:0, 0:1), испанский «Депортиво» (1:0, 1:0) и проиграв в серии пенальти зальцбургскому «Казино» (0:1, 1:0, по пенальти 4:5). Команда удачно стартовала в чемпионате Германии, ни разу не проиграв в течение первых 11-ти туров, а первый круг закончила в лидерах, но затем результаты резко ухудшились, и Топпмеллер покинул клуб 10 апреля 1994 года. По словам тогдашнего защитника «Айнтрахта» Кахабера Цхададзе, основной причиной ухода послужил конфликт между скандальным голкипером Ули Штайном и его партнерами по команде.

Штайн был не просто лидером команды — вообще многое в ней решал. Мог футболиста на игру поставить, мог оставить на лавке… Влиял и на президента, и на тренера. Единственный, кто любого мог обозвать. Но со мной, молодым, обращался деликатно. В конце концов команда его выгнала. Была группа игроков, которая Штайна терпеть не могла — Бинц, Вебер… Тоже люди не последние, из сборной. Вот две группы и схлестнулись — Бинц с Вебером против Топпмеллера, тренера, со Штайном. Бинц к тому времени в защите стал играть отвратительно. Вперед подключался здорово, а сзади — катастрофа. Но команда его сторону приняла. «Штайн сзади орет, защитники боятся, всех издергал…» Дошло дело до президента. Тот думал-думал… Давайте, говорит, отпустим Штайна. 39, пора заканчивать. Топпмеллер возмутился: «Это мое дело, кого отпускать, кого нет!» Вроде затих конфликт — но ненадолго. Игра с «Баварией» решала, кто чемпионом становится. Проиграли — 0:1. Тут же собрание, где и нашли виноватого: Штайна. Президент уже был непреклонен: «Штайн — на выход…» Топпмеллера хотели оставить, но тот солидарность проявил. Тоже ушёл.
— Кахабер Цхададзе, экс-защитник "Айнтрахта" 

### «Бохум»
9 ноября 1994-го вступил в должность главного тренера «Бохума». В сезоне 1994/1995 Клаус не смог спасти команду от вылета из бундеслиги, но с первого раза сумел её туда вернуть в 1996 году, заняв во второй бундеслиге 1-е место с 12-очковым отрывом от ставшей второй «Арминии», после чего в сезоне 1996/1997 сенсационно занял с клубом 5-е место, что позволило ему впервые в своей истории попасть в еврокубки. В сезоне 1998/99 команда стала 12-й в чемпионате, борясь большую часть турнира за выживание (первый круг «Бохум» закончил на предпоследнем месте), а в Кубке УЕФА дошла до 1/8 финала, где уступила «Аяксу» (2:4, 2:2).
Именно в «Бохуме» впервые ярко проявилась склонность Топпмеллера к яркому атакующему футболу с обилием короткого паса, а также склонность к жесткой дисциплине в коллективе, одним из проявлений которой стало не включение в заявку на матч чемпионата Германии против «Герты» в октябре 1997 года двух проштрафившихся ведущих игроков своей команды: российского нападающего Сергея Юрана, накануне матча задержанного полицией за вождение в нетрезвом виде, и польского защитника Томаша Вальдоха, отправившегося в расположение своей национальной сборной без согласования с руководством клуба. «Я лучше потеряю очки, чем своё лицо» — комментировал своё решение Топпмеллер. В сезоне 1998/99 тренер столкнулся с большой эпидемией травм, а также конфликтовал с рядом игроков. Так, в начале сезона из основного состава был выведен Юран, который, по словам наставника, без разрешения уехал в сборную на товарищеский матч со Швецией. Клуб также пытался разорвать с игроком контракт без выплаты неустойки, однако местный суд признал это незаконным. Первый круг, несмотря на большое количество травмированных, «Бохум» стабильно шёл в середине таблицы, но к весне стал сползать ближе к зоне вылета. В результате после ряда неудачных матчей в марте 1999 года на матче с «Гамбургом» место в основном составе потеряли такие опытные игроки, как Маурицио Гаудино, Штефан Кунц, Томас Райс и Олаф Шрайбер. В начале мая по итогам 29-го тура чемпионата Германии после двух подряд разгромных поражений от «Герты» (1:4) и «Нюрнберга» (0:3) команда оказалась в зоне вылета, из которой до конца сезона не смогла выбраться, покинув бундеслигу.
В июне 1999 года Топпмеллер покинул свой пост, но официально был уволен из клуба только в ноябре 2000 года.

### «Саарбрюккен»
Официально числясь в «Бохуме», сезон 1999/00 он провел в клубе «Саарбюкене» из 3-й региональной западной лиги, существовавшей в 1994—2000 и проводившей соревнования в землях Саар, Рейнланд-Пфальц и Северный Рейн-Вестфалия. Клуб занял 1-е место и вышел во вторую бундеслигу.

Топпмеллер — очень дисциплинированный человек: игроки у него всегда знали, как действовать в той или иной ситуации, куда бежать. Ни один, наверное, тренер не дал мне столько в плане тактики, сколько он. Но при этом физически Топпмеллер футболистов не перегружал. Более того, в четверг и в пятницу мы сами дозировали себе нагрузки. А больше всего поразило, что он почти не общался с подопечными. Я, например, за год беседовал с ним наедине всего однажды. Это, считаю, неправильно: тренер должен знать, чем живёт игрок.
— Мартин Кушев, бывший нападающий "Саарбрюккена" 

### «Байер» (Леверкузен)
1 июля 2001 года Топпмёллер возглавил «Байер», в предыдущем сезоне переживший уход из-за кокаинового скандала Кристофа Даума, превратившего в конце 1990-х «аспириновых» в одного из лидеров немецкого футбола. В ходе сезона 2001/02 команда из Леверкузена завоевала симпатии болельщиков и специалистов всей Германии благодаря яркой атакующей игре. При этом Топпмеллер сумел наладить отличную атмосферу в коллективе, не повторив конфликты с игроками, случавшиеся у него в последний сезон пребывания в «Бохуме». «Наш тренер, как никто другой, близок к игрокам. Он — один из нас», — говорил в тогдашний лидер «Байера» Михаэль Баллак.
К маю 2002 года команда претендовала на, чтобы стать второй после «Манчестер Юнайтед» командой, сделавшей трэбл, выиграв чемпионат и Кубок страны, а также Лигу чемпионов. За три тура до финиша национального первенства «аспириновые» лидировали с 5-очковым отрывом от шедшей второй дортмундской «Боруссии», но два подряд поражения от «Вердера» (3:4) и «Нюрнберга» (0:1) позволили подопечным Маттиаса Заммера возглавить турнирную таблицу перед последним туром. Сказалось отсутствие длинной скамейки в условиях игры на три фронта, особенно это стало заметно в период эпидемии травм в концовке сезона. В канун последовавшей за «Нюрнбергом» ответной встречи полуфинала Лиги чемпионов против «Манчестер Юнайтед» (первый выездной матч закончился со счетом 2:2) не до конца здоровыми были Баллак, Нойвилль, Лусио, Шебечкен, которые вышли против «красных дьяволов» на уколах. Несмотря на это, в историческом для себя ответном матче 30 апреля 2002-го «Байер» сумел вырвать ничью 1:1 и выйти в финал, но сделал это ценой потери своего капитана и основного центрального защитника Йенса Новотны, разорвавшего крестообразные связки и выбывшего на полгода, а также одного из лидеров своей полузащиты Зе Роберто, получившего жёлтую карточку за разговоры с арбитром и дисквалификацию на финал.
4 мая в последнем туре чемпионата команда Топпмеллера выиграла у «Герты» (2:1). В параллельном матче в Дортмунде «Вердер» повел в счете на 17-й минуте, но голы Яна Колера (41-я минута) и Эвертона (74) принесли «Боруссии» чемпионство. «Перед матчем надеялся, что футбольная справедливость восторжествует. После игры выл, как собака. Прекратил плакать только тогда, когда обнял Михаэля Баллака: мне нужно было его успокоить», — сказал Топпмеллер после матча. 11 мая «Байер» проиграл в финале Кубка Германии «Шальке» (2:4). Сразу по окончании матча ветераны гельзенкирхенского клуба Андреас Меллер и Оливер Рек направились к тренеру леверкузенцев Клаусу Топпмеллеру и извинились перед ним за победу. Вслед за игроками то же самое сделал и наставник «Шальке» Хуб Стевенс. Затем сочувствие проигравшим выразили болельщики, журналисты и даже политики во главе с канцлером Герхардом Шредером. «Прекрасно понимаю, что все, кто говорил нам утешительные слова, делали это из самых лучших побуждений. Но нет ничего хуже, чем это сочувствие! В конце концов, его не выставишь на клубную витрину», — таков был комментарий Топпмеллера после игры.

Все наши страдания, боль, разочарования должны иметь какой-то высший смысл. Может быть, мы стоим сейчас перед чем-то очень значительным — тем, что высушит все наши слезы. И судьба нас свела как раз с «Реалом»… Поймите меня правильно! Я хочу выиграть трофей не для себя, а для наших многострадальных болельщиков, для отдавшего 27 лет команде массажиста Дитера Трцолека, для чистящего ребятам каждый день бутсы Харальда Вонера, для играющего на уколах со стиснутыми от боли зубами Михаэля Баллака, чьи ноги от постоянных ушибов стали уже желто-фиолетовыми… И, конечно, для менеджера Райнера Кальмунда, который, создавая нынешний «Байер», дважды жертвовал семейными узами, трижды переносил сердечные приступы, пролил реки слез. Для этого человека я готов босиком пробежать 100 километров, чтобы наконец передать ему в руки почетный трофей.
— Клаус Топпмеллер, перед финалом Лиги чемпионов против мадридского «Реала» 
15 мая на стадионе «Хэмпден Парк» в Глазго обескровленные потерями Новотны и Зе Роберто «аспириновые» дали бой звездной команде Висенте Дель Боске с Зиданом, Фигу, Раулем, Фернандо Йерро и Икером Касильясом в составе, но проиграли со счетом 1:2. По окончании сезона в многочисленных СМИ «Байер» был назван «чемпионом болельщицких сердец». Клаус Топпмеллер был признан лучшим тренером сезона в Германии.
Сезон 2002/03 начался с громадных кадровых проблем. В «Баварию» ушли Баллак и Зе Роберто, травмированы были Йенс Новотны, Диего Пласенте, Шебечкен, в неважной форме после чемпионата мира в Японии и Южной Корее пребывали Лусио, Оливер Нойвилль, Карстен Рамелов, Бернд Шнайдер, Баштюрк. Вернулся в основу собиравшийся летом завершать карьеру ветеран Ульф Кирстен, тогда как купленный за 8,5 миллионов евро бразилец Франса оставался на скамейке запасных. В сентябре Топпмеллер после ряда неудач отправил в запас основного голкипера Ханса-Йорга Бутта, за что подвергся критике со стороны легендарного вратаря Зеппа Майера, по мнению которого, это решение сильно ослабило уверенность в действиях обороны «Байера», проигравшего 2:6 греческому «Олимпиакосу» в 1-м туре первого группового турнира Лиги чемпионов. Позже Бутт вернулся в ворота, а «Байер» прошёл во второй групповой турнир Лиги, но в бундеслиге дела не улучшались, и 16 февраля 2003 года Топпмеллер был уволен, а команда к тому времени впервые с 1994-го года опустилась в зону вылета.
В отличие от «Бохума», где Клаус конфликтовал со многими лидерами команды, после отставки из Леверкузена его критиковали за излишне дружеские отношения с футболистами, которых он в любой ситуации всегда защищал публично. «Он верил в лучшие черты своих игроков. Но они, увы, эгоисты!», — сказал знаменитый тренер Удо Латтек.

## Достижения
«Байер» (Леверкузен)
- Финалист Лиги чемпионов УЕФА: 2002

Личные
- Футбольный тренер года в Германии: 2002
- Лучший бомбардир «Кайзерслаутерна» в немецкой Бундеслиге: 108 голов

## Статистика выступлений
| Клуб             | Сезон            | Лига | Лига | Кубки | Кубки | Еврокубки | Еврокубки | Прочие | Прочие | Итого | Итого |
| Клуб             | Сезон            | Игры | Голы | Игры  | Голы  | Игры      | Голы      | Игры   | Голы   | Игры  | Голы  |
| ---------------- | ---------------- | ---- | ---- | ----- | ----- | --------- | --------- | ------ | ------ | ----- | ----- |
| Айнтрахт (Трир)  | 1970/71          | 30   | 11   | 0     | 0     | -         | -         | 0      | 0      | 30    | 11    |
| Айнтрахт (Трир)  | 1971/72          | 29   | 22   | 0     | 0     | -         | -         | 0      | 0      | 29    | 22    |
| Айнтрахт (Трир)  | Итого            | 59   | 33   | 0     | 0     | 0         | 0         | 0      | 0      | 59    | 33    |
| Кайзерслаутерн   | 1972/73          | 9    | 0    | 6     | 2     | 3         | 1         | 0      | 0      | 18    | 3     |
| Кайзерслаутерн   | 1973/74          | 32   | 21   | 3     | 1     | 0         | 0         | 0      | 0      | 35    | 22    |
| Кайзерслаутерн   | 1974/75          | 28   | 6    | 2     | 1     | 0         | 0         | 0      | 0      | 30    | 7     |
| Кайзерслаутерн   | 1975/76          | 32   | 22   | 6     | 8     | 0         | 0         | 0      | 0      | 38    | 30    |
| Кайзерслаутерн   | 1976/77          | 34   | 19   | 4     | 1     | 4         | 4         | 0      | 0      | 42    | 24    |
| Кайзерслаутерн   | 1977/78          | 34   | 21   | 3     | 1     | 0         | 0         | 0      | 0      | 37    | 22    |
| Кайзерслаутерн   | 1978/79          | 30   | 17   | 3     | 1     | 0         | 0         | 0      | 0      | 33    | 18    |
| Кайзерслаутерн   | 1979/80          | 5    | 2    | 1     | 1     | 0         | 0         | 0      | 0      | 6     | 3     |
| Кайзерслаутерн   | Итого            | 204  | 108  | 28    | 16    | 7         | 5         | 0      | 0      | 239   | 129   |
| Даллас Торнадо   | 1980             | 35   | 7    | -     | -     | -         | -         | 0      | 0      | 35    | 7     |
| Даллас Торнадо   | Итого            | 35   | 7    | 0     | 0     | 0         | 0         | 0      | 0      | 35    | 7     |
| Калгари Бумерс   | 1981             | 0    | 0    | -     | -     | -         | -         | 0      | 0      | 0     | 0     |
| Калгари Бумерс   | Итого            | 0    | 0    | 0     | 0     | 0         | 0         | 0      | 0      | 0     | 0     |
| Зальмрор         | 1981/82          | ?    | ?    | -     | -     | -         | -         | 0      | 0      | ?     | ?     |
| Зальмрор         | 1982/83          | ?    | ?    | -     | -     | -         | -         | 0      | 0      | ?     | ?     |
| Зальмрор         | 1983/84          | ?    | ?    | -     | -     | -         | -         | 0      | 0      | ?     | ?     |
| Зальмрор         | 1984/85          | ?    | ?    | -     | -     | -         | -         | 6      | 4      | ?     | ?     |
| Зальмрор         | 1985/86          | 20   | 15   | -     | -     | -         | -         | 6      | 0      | 26    | 15    |
| Зальмрор         | 1986/87          | 31   | 0    | 0     | 0     | -         | -         | 0      | 0      | 31    | 0     |
| Зальмрор         | Итого            | 168  | 114  | 0     | 0     | 0         | 0         | 12     | 4      | 180   | 118   |
| Всего за карьеру | Всего за карьеру | 466  | 262  | 28    | 16    | 7         | 5         | 12     | 4      | 513   | 287   |

## Личная жизнь
По образованию инженер, обожает Достоевского, особенно роман «Братья Карамазовы». Считает себя знатоком The Beatles и Rolling Stones, играет на трубе. Его музыкальные способности унаследовала дочь Сара-Нина, которая прекрасно поет и в начале 2000-х годов была одной из претенденток от Германии на участие в конкурсе Евровидения. Сын Клауса Топпмеллера Дино, 1980 года рождения, выступал под началом отца в «Саарбюкене», а в 2001 году перешёл в «Манчестер Сити», но не сыграл ни одного матча. В сезоне 2001/02 играл в «Бохуме», с которым вышел в первую бундеслигу, но в межсезонье был отчислен из команды тогдашним главным тренером Питером Нойрурером, после чего вновь играл во второй бундеслиге в составе «Айнтрахта», с которым также вышел в высший эшелон, но в клубе не остался. Последние годы игровой карьеры провёл, выступая за «Зальмрор», «Меринг» и люксембургскую «Хамм Бенфику». В 2016 году Топпмёллер младший возглавил люксембургский «Дюделанж», под его руководством клуб стал чемпионом Люксембурга.